# Bijeljani
Bijeljani är en ort i Bosnien och Hercegovina.   Den ligger i entiteten Republika Srpska, i den södra delen av landet, 90 kilometer söder om huvudstaden Sarajevo. Bijeljani ligger 534 meter över havet och antalet invånare är 138.
Terrängen runt Bijeljani är huvudsakligen kuperad. Bijeljani ligger nere i en dal. Runt Bijeljani är det ganska tätbefolkat, med 67 invånare per kvadratkilometer.. Närmaste större samhälle är Ljubinje, 18,4 kilometer sydväst om Bijeljani. 
Omgivningarna runt Bijeljani är en mosaik av jordbruksmark och naturlig växtlighet.